# Filialkirche St. Mauritzen (Grafendorf)

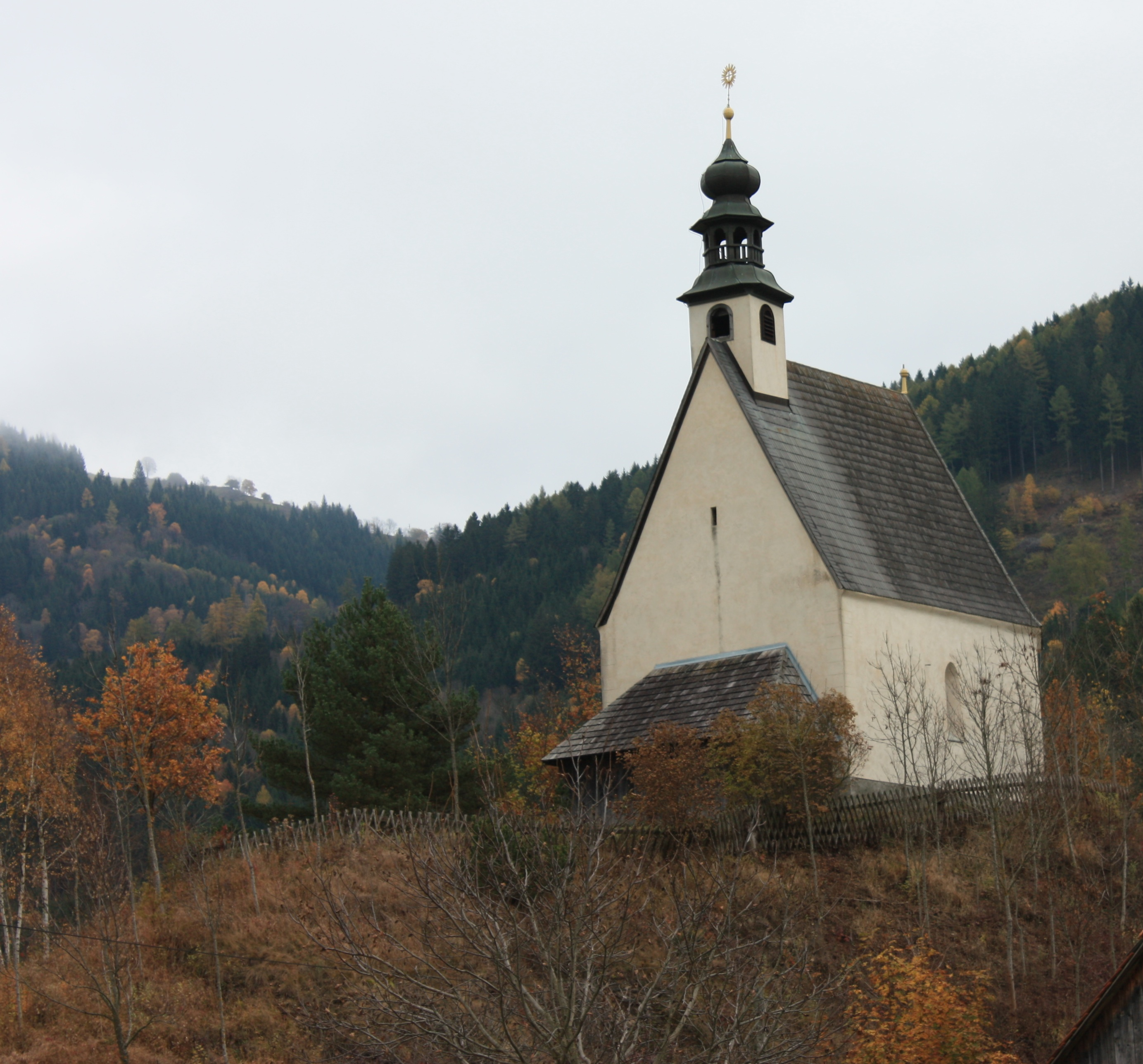

Die römisch-katholische Filialkirche St. Mauritzen steht auf einem Hügel östlich von Grafendorf in der Gemeinde Friesach. Sie ist eine Filiale der  Pfarre Grafendorf.

## Beschreibung
Das spätgotische Gotteshaus ist ein zweijochiger Bau mit Fünfachtelschluss und einem kleinen, westlichen Dachreiter. Man betritt die Kirche von Westen durch ein einfaches Spitzbogenportal unter einer hölzernen Vorhalle. Im Inneren wird das Spitztonnengewölbe mit Stichkappen von dekorativen Netzgraten betont.
Der klassizistische Altar ist bescheiden ausgeführt. Die Kanzel wurde 1781 von Johann Karl Graf von Zinzendorf und Pottendorf, dem Komtur des Deutschen Ritterordens zu Friesach, gestiftet und mit dessen Wappen versehen. Zur weiteren Ausstattung der Kirche gehört eine spätgotische Figur des heiligen Mauritius.